# Saint-Nicolas-en-Forêt
Saint-Nicolas-en-Forêt est un village du nord-est de la France, situé dans le département de la Moselle, en région Grand Est. Commune à part entière de 1958 jusqu'en 1970, cette localité se trouve désormais sur le territoire de la commune d'Hayange.
Ses habitants, au nombre de 2 387 en 2012, sont appelés les Nicoforestiers.

## Géographie
Saint-Nicolas-en-Forêt est une petite bourgade de la vallée de la Fensch dans le pays thionvillois. Les localités voisines sont Ranguevaux, Hayange et Fameck.

## Toponymie
Cette localité porte le nom de saint Nicolas, patron des Lorrains et des travailleurs du métal.

## Histoire
La commune a été créée au 1er janvier 1958 par un arrêté du préfet de la Moselle du 28 décembre 1957, à partir de parcelles de Fameck et de Ranguevaux.
Le 2 juillet 1958, un avion F100 américain s'écrase près de la place Sainte-Rita, tuant deux enfants qui faisaient des courses à proximité et blessant plusieurs personnes. Le drame aurait pu se transformer en catastrophe car l'école maternelle se trouvait à proximité. 
Le 1er janvier 1970, le village est administrativement rattaché à la commune d'Hayange.

## Services
Malgré sa taille assez modeste (~ 2 300 habitants), le village dispose de plusieurs commerces de proximité. Saint-Nicolas-en-Forêt possède également une maison de retraite.

## Économie
L'économie locale a longtemps été basée sur la sidérurgie. En effet, beaucoup de Nicoforestiers travaillaient dans l'usine sidérurgique située dans la ville voisine d'Hayange. Depuis que la Lorraine souffre de la crise de la sidérurgie, la ville tente de se reconvertir. De plus en plus de personnes vont travailler au Luxembourg.

## Enseignement
Il y a une école maternelle et une école élémentaire dans le village. Le collège public du secteur se trouve à Hayange (collège Hurlevent).

## Démographie
| 1962  | 1968  | 2012  |
| ----- | ----- | ----- |
| 3 407 | 3 373 | 2 387 |

La crise de la sidérurgie a entraîné un déclin de la population.

## Lieux et monuments
Chapelle Sainte-Rita du XXe siècle.